# X-Seed 4000
X-Seed 4000 è un progetto architettonico sviluppato da Peter Neville nel 1995 e presentato dalla Taisei Corporation nello stesso anno. Grazie ai suoi 4000 metri di altezza, l'X-Seed 4000 sarebbe l'edificio più alto mai progettato dopo la Torre di Babele di Tokyo (alta 10 km e progettata da Toshio Ojima), superando così il Fuji di oltre 200 metri e arrivando a un'altezza poco meno inferiore della metà dell'Everest.

## Descrizione
L'X-Seed 4000 è stato concepito per essere collocato a Tokyo e presenta una struttura a imbuto che si restringe verso l'alto. Sarebbe alto 4 chilometri, largo 6 chilometri alla base e avrebbe 800 piani. La sua struttura a imbuto è direttamente ispirata al Fuji, che lo stesso grattacielo supera in altitudine di oltre 200 metri. Può ospitare da 500.000 fino a un milione di abitanti, che, a causa dell'atmosfera rarefatta in alta quota, vivrebbero in molte aree pressurizzate che impedirebbero così il proliferare di malattie. L'interno disporrebbe di ampi spazi verdi che renderebbero piacevole il luogo.
Il suo design richiede l'uso dell'energia solare per mantenere le condizioni ambientali interne e la sua struttura logaritmica affusolata, larghissima alla base, le impedirebbe di crollare sotto il suo peso.
L'imponenza della struttura ha tuttavia reso impraticabile la concretizzazione di questo grattacielo: oltre che ad essere ostacolata da proibitivi costi di produzione, la realizzazione dell'X-Seed 4000 è resa difficile dai problemi collaterali di sperimentazione reale e di verifica dei carichi accidentali naturali, come potrebbero esserlo ad esempio le oscillazioni strutturali causate dal vento e una differente pressione atmosferica ad un'altezza così elevata. Sebbene il suo progetto fosse definito nei dettagli, secondo quanto ha riportato Georges Binder, amministratore delegato di Buildings & Data, un'azienda che raccoglie banche dati su edifici in tutto il mondo, l'X-Seed 4000 "non è mai stato progettato per essere costruito. Lo scopo del piano era quello di guadagnare qualche riconoscimento per l'azienda, e ha funzionato."